# Yakuza 3
Yakuza 3 (龍が如く3 Ryū ga Gotoku 3?) es un videojuego de rol de acción, aventuras y lucha, desarrollado y publicado por Sega en exclusiva para el sistema de entretenimiento doméstico PlayStation 3. Fue puesto a la venta en Japón el 27 de febrero de 2009, y en Estados Unidos y Europa en 12 de marzo de 2010. Se trata de la continuación directa de Yakuza 2 (2006), el cual era la segunda parte del primer Yakuza (2005).
El 9 de agosto de 2018 se lanzó en Japón una remasterización con todo el contenido recortado, y el 20 de agosto de 2019 en todo el mundo para PlayStation 4, y el 28 de enero de 2021 para Microsoft Windows y Xbox One. Una secuela, Yakuza 4, fue lanzada el 18 de marzo de 2010 en Japón.

## Historia
El juego arranca unos años después del final de Yakuza 2. El protagonista, Kazuma Kiryu, ha abandonado su vida como Yakuza, se ha alejado de la ciudad de Kamurocho y ahora reside en Okinawa, donde dirige un orfanato para niños, junto con la pequeña Haruka Sawamura, su hija adoptiva. Por desgracia, su vida aparentemente tranquila, se ve interrumpida en el momento en que se suceden ciertos acontecimientos que le obligarán a volver a adentrarse en el peligroso mundo de la mafia japonesa.
El orfanato de Kazuma está situado en una zona dominada por Shigeru Nakahara, el jefe de la banda Yakuza local, perteneciente de la familia Ryudo. Nakahara es presionado por el gobierno para que venda sus propiedades y, de este modo, poder construir una base militar y un parque de gran afluencia turística. Prácticamente, Kazuma se ve metido en un conflicto de corrupción entre varias bandas por hacerse con el poder y tomar el control de la ciudad. La gota que colma el vaso fue Daigo Dojima, gran amigo de Kazuma, que resulta herido en un tiroteo cuando intentaban asesinarle. Kazuma vuelve a entrar en el mundo Yakuza para defender a todo lo que ama.

## Jugabilidad
Yakuza 3 mantiene el mismo sistema de juego que sus anteriores entregas. La base del juego recuerda al de los RPG, ya que el jugador debe disputar peleas cuerpo a cuerpo en tiempo real, al viejo estilo de los clásicos arcades de Sega, para recibir puntos de experiencia y aumentar sus habilidades, fuerza, defensa, propiedades, entre otros parámetros. En su avance, el jugador puede explorar de manera libre las ciudades del juego. en los barrios se incluyen diversas opciones que ayudan a que el desarrollo del juego sea más ameno.
Hay una gran cantidad de misiones secundarias que proporcionan ciudadanos que tienen problemas y solicitan ayuda a Kazuma (cuando el jugador habla con ellos), recibir encargos o misiones especiales vía correos electrónicos al teléfono móvil de Kazuma (con peticiones como fotografiar personas, lugares o acontecimientos), entre otros parecidos.
También, el jugador puede tomar parte del ocio y el entretenimiento, acudiendo a centros recreativos como máquinas recreativas, billares, casinos, mesas de póker, cantar en karaokes, campeonatos de dardos, black jack o dados. También permite la posibilidad de que Kazuma salga con chicas y concretar citas para conseguir novia.

## Recortes en la versión occidental
Al lanzar el juego original de PlayStation 3 en Estados Unidos y Europa, la filial americana de Sega decidió censurar varias partes disponibles en el juego original japonés. En las versiones occidentales no es posible jugar a partidas de Shogi y Mahjong a pesar de que los locales en el que se juega sigue estando disponible para visitarlos. También se eliminaron los clubs de azafatas para coquetear y hablar con ellas, aunque es posible tener citas al hablar con ellas en diferentes ubicaciones del mapa. Tampoco es posible participar en un minijuego situado en los recreativos de preguntas y respuestas sobre la cultura japonesa. Antes estos descartes, Sega anunció que habían tomado esta decisión porque estas características no se ajustaban a los gustos occidentales. Aun así, esta decisión generó polémica entre los jugadores estadounidenses y europeos. A causa de esta decisión, el número de trofeos disponibles para este juego se redujo (50 de la versión japonesa, frente a los 45 de las versiones occidentales).
En 2018 se lanzó en Japón la versión remasterizada para PlayStation 4 junto con Yakuza 4 y Yakuza 5. En la versión remasterizada japonesa fueron eliminadas tres misiones secundarias que involucraban a un personaje transexual por decisión del estudio de desarrollo, ya que no se ajustaban ni a la sociedad actual y contradecían al carácter del protagonista Kazuma Kiryu, ya que él muestra siempre una mentalidad abierta e incluso se relaciona de manera amistosa con el propietario del bar Earth Angel, que es un hombre travestido. También se eliminó el minijuego de preguntas y respuestas sobre cultura japonesa sin ninguna explicación clara, aunque se presupone que fue debido a las quejas de los jugadores japoneses por su elevada dificultad. A finales de 2019 se puso a la venta en occidente esta versión remasterizada, que recuperó todo el contenido eliminado de la versión occidental de PS3 excepto el minijuego de preguntas y respuestas, así como esas tres misiones secundarias eliminadas de la versión japonesa. 
Las distintas versiones y sus cambios se resumen a continuación: 
- Yakuza 3 versión japonesa de PlayStation 3 (2008)
  - Sin censura, la versión original.
- Yakuza 3 versión occidental de PlayStation 3 (2009)
  - Se eliminaron los clubs de azafatas y el minijuego de masajes.
  - Se eliminaron unas 20 misiones secundarias relacionadas con los clubs de azafatas.
  - Se eliminó el minijuego arcade de preguntas y respuestas sobre cultura japonesa.
  - Se eliminaron los minijuegos de Shogi y Mahjong.
  - Se eliminaron cinco trofeos de PSN relacionados con el contenido eliminado ya mencionado.
  - Se eliminaron las banderas del Sol Naciente para evitar ofender a la comunidad de jugadores de China y Corea.
  - Los nombres de algunos personajes fueron cambiados, y palabras o términos japoneses fueron eliminados por completo.
- Yakuza 3 Remastered versión japonesa de PlayStation 4 (2018)
  - Se eliminó el minijuego arcade de preguntas y respuestas sobre cultura japonesa.
  - Se eliminaron tres misiones secundarias que involucraban a un personaje transexual.
  - Se eliminaron las banderas del Sol Naciente.
- Yakuza 3 Remastered versión occidental de PlayStation 4 (2019)
  - El contenido es exactamente el mismo que la versión Remastered japonesa.
  - Se volvió a traducir los subtítulos en inglés, con una traducción totalmente fiel a la versión japonesa, tanto en nombres de personajes como en términos coloquiales.

## Crítica
La crítica española ha sido bastante buena con Yakuza 3. La revista Meristation Magazine otorgó con un 8/10 al juego, destacando como puntos negativos la no traducción de textos en castellano, una jugabilidad algo repetitiva y las misiones y características eliminadas por Sega para las versiones occidentales. El resto de revistas del sector, puntuó el juego con notas muy similares, como Viciojuegos.com (80/100), 3DJuegos (7/10) o Vandal (8.8/10).